# شيخ الإسلام (هشترود)
شيخ‌ الإسلام هي قرية في مقاطعة هشترود، إيران. عدد سكان هذه القرية هو 143 في سنة 2006.